# مقاطعة ليك (مينيسوتا)
مقاطعة ليك (بالإنجليزية: Lake County)‏ هي إحدى مقاطعات ولاية مينيسوتا في الولايات المتحدة الأمريكية.